# أودري ماكلين
أودري ماكلين (بالإنجليزية: Audrey MacLean)‏ هي سيدة أعمال أمريكية، ولدت في 1952 في وارويك ‏ في الولايات المتحدة.